# Lokalt cyklisk grupp
Inom matematiken är en lokalt cyklisk grupp en grupp där varje ändligtgenererad delgrupp cyklisk.

## Egenskaper
- Varje cyklisk grupp är lokalt cyklisk, och varje lokalt cyklisk grupp är abelsk.
- Varje ändligtgenererad lokalt cyklisk grupp är cyklisk.
- Varje delgrupp och kvotgrupp av en lokalt cyklisk grupp är lokalt cyklisk.
- Varje bild av en lokalt cyklisk grupp under en homomorfi är lokalt cyklisk.
- En grupp är lokalt cyklisk om och bara om varje par av element i gruppen genererar en cyklisk grupp.
- En grupp är lokalt cyklisk om och bara om dess gitter av delgrupper är distributivt (Ore 1938).
- Torsionsfria rangen av en lokalt cyklisk grupp är 0 eller 1.

## Exempel på lokalt cykliska grupper som inte är cykliska
- Additiva gruppen av rationella tal (Q, +).
- Additiva gruppen av dyadiska tal, rationella tal av formen a/2b.r
- Prüfer-p-gruppen är lokalt cyklisk.